# Megalopa

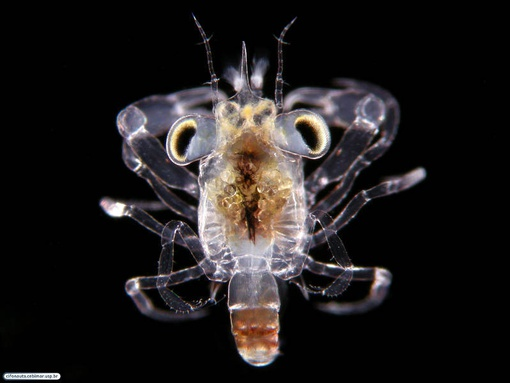
Larva Megalopa de Branquiuro de la Superfamilia Portunoidea.

Megalopa es el último estadio larvario en el desarrollo de la mayoría de los crustáceos decápodos, después del de zoea y de hecho, también se llama postlarva.

## Anatomía
Se caracteriza por la presencia de un caparazón y segmentos abdominales, en la que han aparecido las patas y los apéndices abdominales; el abdomen es relativamente largo y los ojos son grandes, se parece a un pequeño cangrejo con su cola extendida detrás de él.

## Desarrollo
La megalopa corresponde a la primera etapa postlarval en los Anomuros, Branquiuros, Carídeos y Amphionidacea.

## Biología
En especies que tienen un estilo de vida bentónico, la megalopa es el primer estadio larvario que se asienta en el fondo marino, abandonando la vida planctónica.